# Ригин, Дмитрий Васильевич
Дмитрий Васильевич Ригин (род. 10 апреля 1985 года, Красноярск, СССР) — российский фехтовальщик и спортивный функционер.
Директор АНО «Северо-Западный региональный центр фехтования» с 2017 года.
Член Бюро исполкома Федерации Фехтования России с 2020 года.
Чемпион Европы, призёр чемпионатов мира и Европы, обладатель командного Кубка Мира в составе сборной России, заслуженный мастер спорта по фехтованию (2016). Закончил профессиональную спортивную карьеру в 2021 году.

## Биография
Родился в г. Красноярск, в 1988 году вместе с родителями переехал в Ленинград.
В детстве сменил несколько спортивных секций. В частности недолгое время занимался плаванием, лёгкой атлетикой, шахматами и дзюдо.
Обучался в музыкальной школе по классу скрипки.
В 2005 году с отличием окончил Училище олимпийского резерва № 1.
В 2007 окончил Санкт-Петербургский государственный университет физической культуры им. П. Ф. Лесгафта по специальности тренер-преподаватель.

## Спортивная карьера
Фехтованием начал заниматься в СДЮШОР «Спартак» в 1992 году в группе Лоры и Сергея Андриевских. Первые успехи пришли довольно поздно — вплоть до сезона 2004/2005 не рассматривался как кандидат в сборную России.
2004/2005
Неоднократно становился призёром юниорских этапов Кубка Мира, закончил сезон на второй строчке всероссийского рейтинга. По системе отбора, второе место в рейтинге должно было обеспечить автоматическое попадание в состав сборной России. Чтобы не допустить этого, в последний момент в систему отбора были внесены изменения, в результате которых Ригин был исключён из состава сборной и вместо него на чемпионат мира в г. Линц поехал башкирский спортсмен Дмитрий Петров.
2006/2007
Впервые в своей карьере Ригин попал в финал взрослого этапа Кубка Мира, после чего начал тренироваться в составе сборной команды России в УТЦ Новогорск, под руководством тренера Лыкова Ю. В. В этом же году был включен в сборную команду России для участия в летней Универсиаде в г. Бангкок, где занял 1-е место в составе команды.
2010/2011
В 2011 году Ригин одержал свою первую победу на этапе Кубка Мира — «Боннский Лев», выиграв в полуфинале у многократного чемпиона мира Питера Йоппиха. В дебютном для себя чемпионате Европы вместе с командой в составе Алексея Черемисинова, Реналя Ганеева и Артема Седова занял 3-е место.
2011/2012
Выступал в составе команды на всех турнирах командного отбора на Олимпийские Игры в Лондоне, но, провалив личный отбор, участия в них не принимал.
2013/2014
Начал тренироваться под руководством итальянских тренеров Стефано Чериони (Stefano Cerioni) и Джованни Бортолазо (Giovanni Bortolazo), приглашённых для работы в сборную России. В течение сезона дважды попадал в финал кубка Мира на турнирах в Ла-Корунье и в Санкт-Петербурге, а также выиграл турнир в г. Гавана. По итогам сезона впервые в своей карьере попал в десятку сильнейших рапиристов мира, заняв 9-е место в мировом рейтинге.
2014/2015
Занял 2-е место на этапе кубка Мира в г. Токио и выиграл турнир серии Гран-При в г. Гавана, а следом за ним выиграл турнир «Рапира Санкт-Петербурга», поднявшись на 3-ю строчку мирового рейтинга. На чемпионате Европы и Чемпионате Мира завоевал серебряную медаль в команде вместе с Алексеем Черемисиновым, Реналем Ганеевым и Артуром Ахматхузиным. По итогам сезона мужская сборная команда России по рапире впервые в истории российского фехтования выиграла Кубок Мира.
2015/2016
В течение сезона попадал в призы на этапах Кубка мира в Париже и в Санкт-Петербурге. В составе сборной России заработал олимпийскую лицензию, закончив командный олимпийский отбор на 1-м месте.
На момент определения состава команды на XXXI Олимпийские Игры в Рио-де-Жанейро находился на 2-м месте во всероссийском рейтинге и на 1-м месте среди российских рапиристов в мировом рейтинге FIE, занимая там 12-ю строчку. Но в результате голосования на тренерском совете и бюро исполкома ФФР был включён в состав команды лишь в качестве запасного с возможностью принять участие только в командном турнире олимпийских игр.
На чемпионате Европы в г. Торунь в составе сборной России (Черемисинов , Сафин, Ахматхузин, Ригин) занял 1-е место. Последний раз мужская рапирная сборная добивалась подобного успеха на континентальных первенствах в 2004 году.
За несколько дней до начала XXXI Олимпийских Игр в Рио-де-Жанейро был выведен из состава команды, предположительно в связи с тем что его фамилия фигурировала в Докладе Макларена. Его место в команде занял Дмитрий Жеребченко который провёл весь турнир в запасе, и по правилам проведения командного фехтовального турнира не получил золотую олимпийскую медаль. Сборная России по рапире победила в командном турнире и партнеры Ригина стали Олимпийскими чемпионами.
2016/2017
В начале сезона принимал участие в этапе кубка мира в Каире, куда весь остальной состав сборной не поехал. На этом турнире (первом после пропуска ОИ-2016) занял 12-е место. Затем по ходу сезона еще один раз входил в 16 сильнейших на этапах кубка мира. В финал за весь сезон попал один раз — на турнире во французском городе Мелан, который не входил в общий зачёт кубка мира. В составе сборной России стал победителем турнира в Токио и серебряным призёром турнира в Санкт-Петербурге. По результатам сезона не был включён в состав команды на чемпионат Европы 2016. На чемпионате мира в Лейпциге выступил только в командных соревнованиях. На этом турнире сборная команда России по рапире заняла 4-е место.

## Деятельность по развитию фехтования
С 2017 года возглавляет Северо-Западный региональный центр фехтования, в рамках деятельности которого участвует в организации и проведении соревнований на территории Северо-западного федерального округа России.
Принимал участие в создании аккредитованной федерации Фехтования Санкт-Петербурга.
Участвовал в проведении этапа кубка мира Рапира Санкт-Петербурга в 2017, 2018 и 2019 г.г., Первенств России по фехтованию в 2019 и 2021 г.г.
Внедрил в федерации фехтования Санкт-Петербурга региональную базу данных с автоматическим расчетом рейтинга спортсменов.
Совместно с Екатериной Маянц — тренером по фехтованию, выпустил журнал «Фехтование для детей».
Участвовал в проектировании и подготовке к открытию фехтовального комплекса в федеральной территории Сириус.

## Хобби
С 2019 года регулярно выступает на любительских соревнованиях по трейлраннингу

## Достижения
- Двукратный чемпион Всемирной Универсиады (Бангкок 2007, Белград 2009)
- Чемпион России в командном первенстве (2009).
- Бронзовый призёр в личном первенстве чемпионата Европы среди молодёжи 2008.
- Бронзовый призёр в командном первенстве чемпионата Европы 2011.
- Бронзовый призёр в командном первенстве чемпионата Европы 2014.
- Победитель Гран-При FIE Гавана (2015).
- Серебряный призёр в командном первенстве чемпионата Европы 2015.
- Серебряный призёр чемпионата мира 2015 в командном первенстве.
- Обладатель командного Кубка мира 2016.

- Чемпион Европы 2016 года в командном первенстве.